# Ходячі мерці (комікс)
Ходячі мерці (англ. The Walking Dead)  — серія американських постапокаліптичних коміксів, створена письменником Робертом Кіркманом і художником Тоні Муром, який був художником перших шести випусків і художником обкладинок перших двадцяти чотирьох — з зображенням на решті серіал Чарлі Адларда. Починаючи з 2003 року й публікували Image Comics, серія вийшла з 193 випусків, а Кіркман несподівано припинив серію в 2019 році. Крім кількох спеціальних коміксів, комікс публікувався переважно чорно-білим. Починаючи з жовтня 2020 року, він почав публікувати кольорові версії номер за випуском, розфарбовані Дейвом Маккейгом.
Серія коміксів фокусується на Ріку Граймсу, помічнику шерифа від Кентуккі, який був підстрелений під час виконання службових обов'язків і прокинувся з коми під час зомбі-апокаліпсису, що призвело до загальнодержавного карантину. Після приєднання до деяких інших тих, хто вижив, він поступово бере на себе роль лідера спільноти, яка намагається вижити в зомбі-апокаліпсисі. У 2007 і 2010 роках «Ходячі мерці» отримали премію Ейснера за найкращий продовжений серіал на міжнародному фестивалі San Diego Comic-Con.
Телевізійний серіал AMC «Ходячі мерці» (2010—2022) приблизно повторює сюжетну лінію коміксу. Франшиза «Ходячі мерці» також створила кілька додаткових медіа-ресурсів, включаючи відеоігри (такі як відеогра «Ходячі мерці»), два супутніх телевізійних серіалу («Бійтеся ходячих мерців» і «Ходячі мерці: Світ за межами»), вісім серій веб-ізодів та різноманітні додаткові публікацій, зокрема романів (Ходячі мерці: Повстання губернатора).

## Історія видання
Кіркман був шанувальником фільмів про зомбі, таких як серіал Ніч живих мерців та Зомбі 2, а також відеоігор про зомбі, таких як «Обитель зла». Оригінальний виступ Кіркмана та Мура був продовженням «Нічі живих мерців» Джорджа А. Ромеро, дія серіалу розгорталася в 1960-х роках. Співзасновник Image Comics Джим Валентіно запропонував замість цього використовувати оригінальну концепцію, щоб творці повністю керувались власною уявою. Подачу було перетворено на оригінальну історію з більш традиційним підходом до сучасної історії про виживання зомбі. Переглянуту подачу було знову відхилено, оскільки вона була надто «нормальною». Тоді Кіркман знову виклав версію з новим доданим поворотом, що чуму наслали прибульці, і що комікс буде більше схожим на історію вторгнення прибульців. Кіркман не мав наміру створювати комікс про інопланетян, але вважав, що брехня була необхідною для публікації коміксу, що й сталося.
«Ходячі мерці» дебютував у 2003 році, опублікований Image Comics, з зображенням Тоні Мура для перших шести випусків та Кліффом Ретберном, який відтінив зображення після випуску #5. Чарлі Адлард обійняв посаду виконавця випуску #7 після того, як до нього звернувся Кіркман. Мур також створив обкладинки для перших 24 номерів і перших чотирьох торгових книг у м'якій палітурці. Решту зробив Адлард. Більшість випусків коміксу містили «Letter Hacks», кілька сторінок у кінці, де Кіркман обговорював проблему, часто відповідаючи на листи, пошту та електронні листи, надіслані читачами коміксу. Кіркман зазвичай писав розділ разом зі своїм редактором Шоном Мацкевичем.
Під час прем'єри телевізійного серіалу в жовтні 2010 року Image Comics анонсувала The Walking Dead Weekly. Перші 52 випуски серії почали перевидавати 5 січня 2011 року по одному випуску на тиждень протягом року. Серія періодично перевидається в торгових книгах у м'якій обкладинці, кожна з яких містить шість випусків, книги у твердій палітурці з дванадцять випусків і час від часу додаткові матеріали, омнібусні видання з двадцяти чотирьох випусків і видання компендіуму з сорока восьми випусків.
У травні 2018 року Image Comics та її вихідна компанія Skybound Entertainment, яка з 2010 року керувала розробкою серії коміксів «Ходячі мерці», спільно оголосили «День ходячих мерців». Подія, орієнтована на шанувальників, відбулася 13 жовтня 2018 року та збіглася з випуском Walking Dead #1 15th Anniversary Variant Edition з обкладинкою Чарлі Адларда. Кілька місцевих магазинів коміксів, які беруть участь у The Walking Dead Day, стали частиною сюжетної лінії коміксу, випустивши власне спеціальне видання ювілейної обкладинки Адларда, на якій зображено логотип магазину. Компанія також зазначила, що додаткові обмежені випуски предметів колекціонування та свята будуть оголошені в майбутньому, до події в жовтні 2018 року.
3 липня 2019 року Кіркман підтвердив у розділі «Letter Hacks» випуску #193, що випуск завершив серію, без попередніх оголошень чи попереджень. Кіркман вирішив закінчити комікс на власних умовах. Він заявив у своєму листі у випуску #193, що частково причиною припинення було те, що він побоювався, що йому бракує матеріалу, щоб продовжити серію ще в кількох випусках. Він передбачав, що серіал закінчиться приблизно в той час, коли Рік Граймс і його союзники досягнуть Співдружності, великої людської спільноти, захищеної від ходячих, оскільки це дозволить йому створити повну арку. Однак він виявив, що надто швидко потрапив до проблеми, оскільки Співдружність вперше з'явилася навколо випуску #150, і Кіркман побоювався, що він не зможе творити далі до випуску № 300 з тими ідеями, які у нього залишилися.
Цей кінець стався після смерті Ріка Граймса у випуску #192. Кіркман тримав кінець серіалу в таємниці, працюючи з Адлардом над створенням обкладинки та інформації для розповсюджувачів Diamond Comic Distributors щодо неіснуючих випусків до #196, які мали вийти до жовтня 2019 року, створюючи сюжетну лінію, яка натякала на смерть Карл Граймс, син Ріка, після смерті Ріка. Кіркман сказав, що комікс «Ходячі мерці» завжди будувався на несподіванці, і вважав, що необхідно здивувати читачів закінченням серії після того, як у випусках #192 і 193 достатньо висвітлено наслідки смерті Ріка.
У липні 2020 року компанія Image Comics оголосила, що перевидасть повний тираж «Ходячих мерців» у повному кольорі з розмальовками Дейва Маккейга. Перший випуск перевидання вийшов 7 жовтня 2020 року, а наступні комікси почали виходити двічі на місяць з листопада 2020 року. На даний момент немає планів випускати їх у торговій м'якій обкладинці.

## Список персонажів
Рік Граймс — головний герой, шериф, який впадає в кому, коли починається зомбі-апокаліпсис. Зі своєю дружиною Лорі та сином Карлом приєднується до груп інших тих, хто вижив. До нього приєднується колишній найкращий друг Шейн, який таємно вступає в сексуальні стосунки з Лорі. Група складається з клерка фірми та випускниці коледжу Андреа, її сестри Емі, механіка на ім'я Джим, рознощика піци Гленна, продавця автомобілів Дейла, продавця взуття Аллена та його дружини Донни, а також їхніх дітей Бена та Біллі. Лорі та Карл подружилися з іншими вижилими, такими як Керол і Софія.
Покинувши табір, Рік отримує праву руку і тісну дружбу в Тайрізом, якого супроводжують його дочка та її хлопець. Незабаром вони знаходять ферму, якою керує Гершель Ґрін. Серед семи дітей Гершеля є Меггі Ґрін, яка починає стосунки з Гленном. Коли група поселяється у в'язниці, вони конфліктують із групою в'язнів, що вижили. Отіс зустрічає вцілілу з катаною на ім'я Мішонн, яку залучають до групи, але вона намагається звикнути, стикаючись із власними демонами. Пізніше Мішонн, Рік і Гленн тримаються в полоні у Губернатора, лідера міста під назвою Вудбері, який планує захопити в'язницю. Серед інших жителів Вудбері — Еліс Уоррен, яка переходить на сторону групи Ріка та доглядає народжує дитину Лорі, Боб Стукі, військовий медик, відповідальний за порятунок життя губернатора, та Ліллі, один із солдатів губернатора.
Після штурму в'язниці ті, хто залишився в живих, збираються на фермі Хершеля та зустрічають Абрахама Форда, Юджина Портера та Розіту Еспінозу. Група їде до Вашингтона, де на них полює Кріс, зустрічає священика Габріеля Стокса, а потім їх завербовує Аарон і Ерік, щоб приєднатися до безпечної зони Олександрії, міста, яким керує конгресмен Дуглас Монро. Серед мешканців — Хіт і доктор Деніз Клойд, які швидко стають близькими союзниками основної групи, і зрештою конфліктний Ніколас. Син Дугласа, Спенсер, намагається налагодити стосунки з Андреа. Рік закохується в Джессі Андерсон, жорстоку дружину. Абрахам зав'язує стосунки з Холлі, членом будівельної бригади.
Група чоловіків, відома як Смітники, намагається завоювати Олександрію, бій приваблює зграю ходячих, яка вторгається в безпечну зону, що призвело до загибелі багатьох александрійців. Після цього Рік і Андреа зав'язують давні стосунки.
Пізніше безпечна зона започатковує торговельну мережу з колонією Hilltop за допомогою її розвідника Пола «Ісуса» Монро. Однак їхній безпеці знову загрожує психопат Неган та його група, відома як Рятівники, які живуть на фабриці. Пагорб і Александрія приєднуються до Королівства, яким керує цар Єзекіїль, у війні проти Спасителів. Війна закінчується завдяки Дуайту, рятівнику, який вирішив зрадити Нігана.
Після війни в серію вводяться новачки, такі як Магна і Данте. Створюється Оушенсайд, ще одна громада в морі, а також периметри безпеки в районі округу Колумбія, які порушуються присутністю Шептунів, племені людей, замаскованих як мертві, які відкинули ідею відновлення цивілізації. Лідер, Альфа, протистоїть Ріку, оскільки її донька Лідія починає сексуальні стосунки з Карлом. Коли другий командир Альфи, Бета, бере керівництво групою, він оголошує війну спільнотам.

## Відгуки

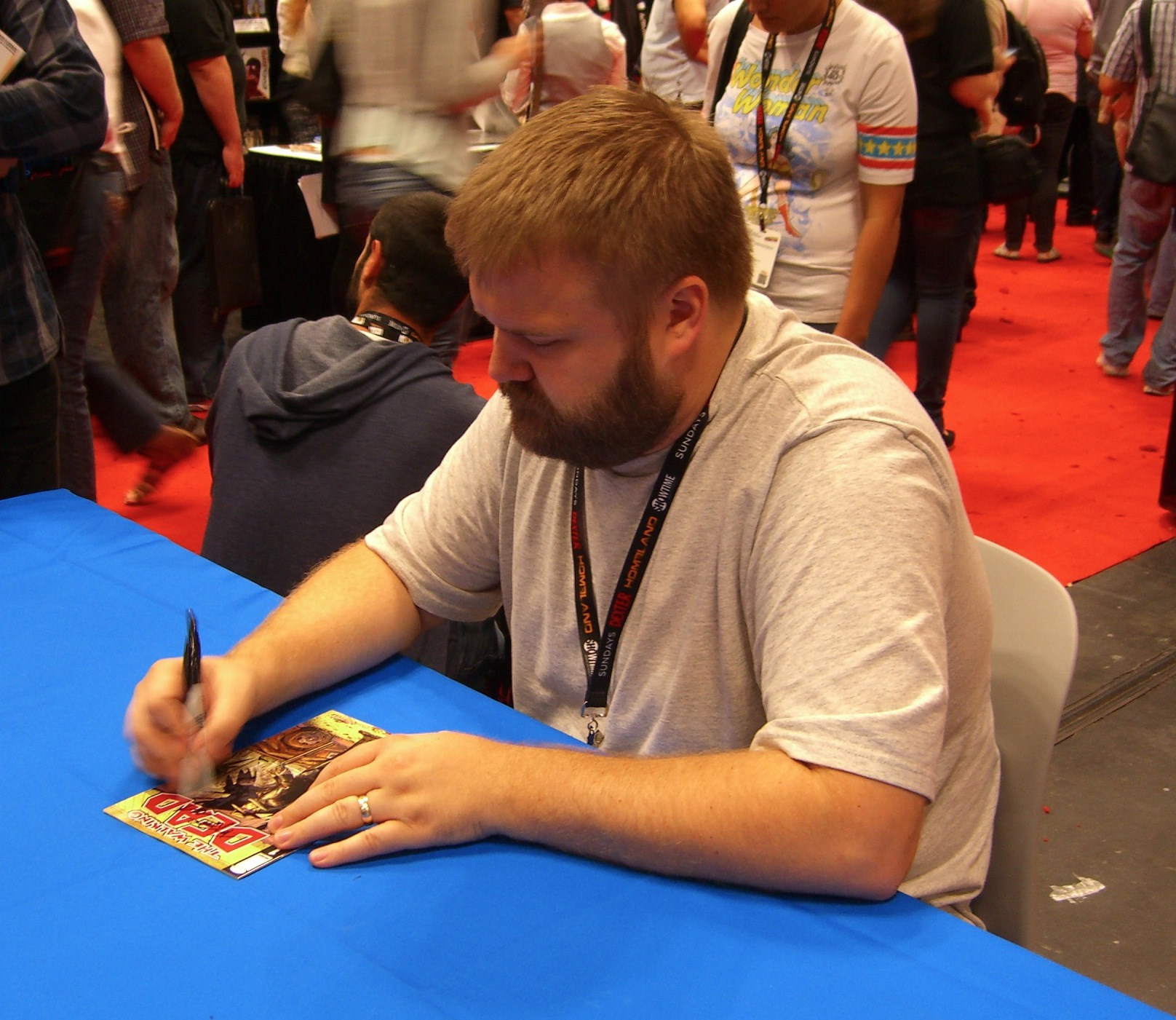
Співавтор Роберт Кіркман підписує копію першого випуску на Comic Con у Нью-Йорку 2011 року..

Серіал отримав визнання критиків, отримавши нагороду Ейснера за найкращий продовжений серіал у 2010 році і спонукав Еріка Сунде з коміксів IGN назвати його «одним із найкращих щомісячних коміксів». Серед її шанувальників — автор Макс Брукс. Через популярність серіалу, яка значно зросла, коли його адаптували до однойменного телевізійного серіалу, оригінальні ілюстрації художника Тоні Мура для перших випусків серіалу зросли в ціні; 28 березня 2013 року в епізоді телевізійного реаліті-шоу VH1 For What It's Worth оригінальний твір Мура для сторінки 7 випуску #1 було професійно оцінено вартістю 20 000 доларів США.

## Інші видавництва

### Телевізійні адаптації
У 2009 році AMC отримала права на створення серіалу за мотивами коміксу. Пілотний епізод було замовлено 21 січня 2010 року, а зйомки почалися 15 травня 2010 року. Прем'єра серіалу відбулася 31 жовтня 2010 року з високими рейтингами. 8 листопада 2010 року, після трансляції двох епізодів, AMC продовжила «Ходячі мерці» на другий сезон із 13 епізодів, який почався 16 жовтня 2011 року. Телешоу частково натхненно коміксами, представляючи нових персонажів і відхиляючись від коміксів у деяких сюжетних моментах.
Прем'єра п'ятого сезону відбулася 12 жовтня 2014 року зі Скоттом М. Ґімплом у ролі третього шоуранера. Ґімпл сказав, що він буде триматися ближче до подій серії коміксів «наскільки це можливо», але в кінцевому підсумку реміксуватиме історії з певними персонажами, посилаючись на оригінальних персонажів, представлених у серіалі, і померлих персонажів, живих у коміксах, як причину для цього. Сам Роберт Кіркман зазначив, що серіал буде набагато ближчим до серії коміксів з пробігом Ґімпла. З дев'ятим сезоном серіалу, трансляція якого почалася в жовтні 2018 року, Анджела Канг була підвищена до шоу-ранера, а Ґімпл тепер відповідає за всі властивості Ходячих мерців в AMC. Це також супроводжувалося найбільшим відхиленням від коміксів, з відходом Ріка Граймса, якого грає Ендрю Лінкольн, із шоу, хоча Лінкольн повторить роль Ріка в трьох повнометражних фільмах, які будуть створені як AMC Originals і продовжуватимуть історію Ріка за участтю Кіркмана.
Супутній телевізійний серіал під назвою «Бійтеся ходячих мерців» дебютував на AMC 23 серпня 2015 року. У серіалі представлені нові оригінальні персонажі, а дія відбувається в місті Лос-Анджелес, Каліфорнія, починаючи з періоду зомбі-апокаліпсису. Він досліджує цих нових персонажів, коли починається апокаліпсис. Серіал був створений Робертом Кіркманом і Дейвом Еріксоном, також Еріксон був шоуранером серіалу. AMC замовила серіал на два сезони, причому перший сезон складався з шести епізодів.

### Анімаційний комікс
AMC випустила анімаційний короткометражний фільм першої частини випуску № 1 коміксу з анімацією Juice Films, озвучкою Філа ЛаМарра та оформленням Тоні Мура.